# Chabchab

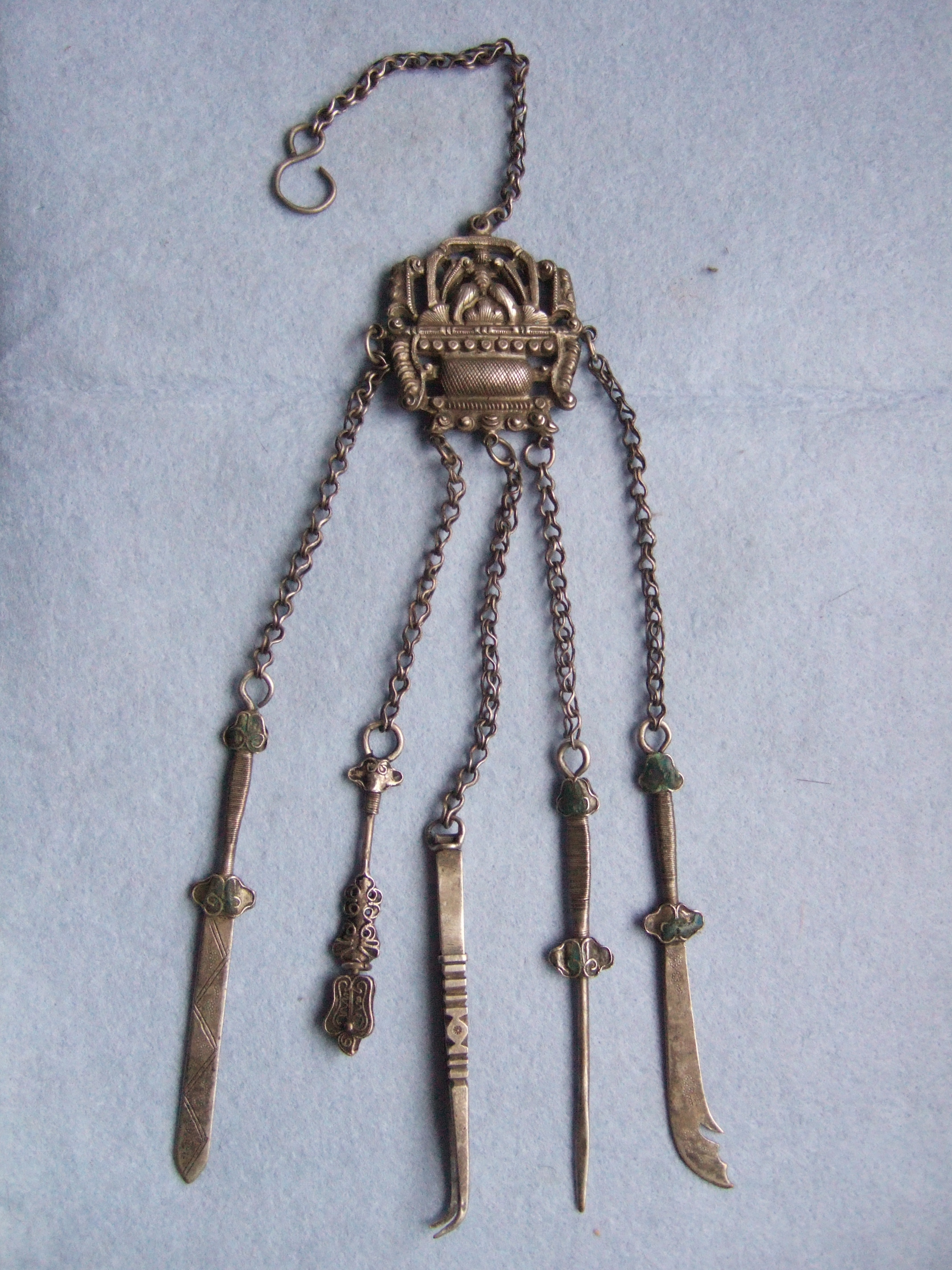
Zilveren chabchab

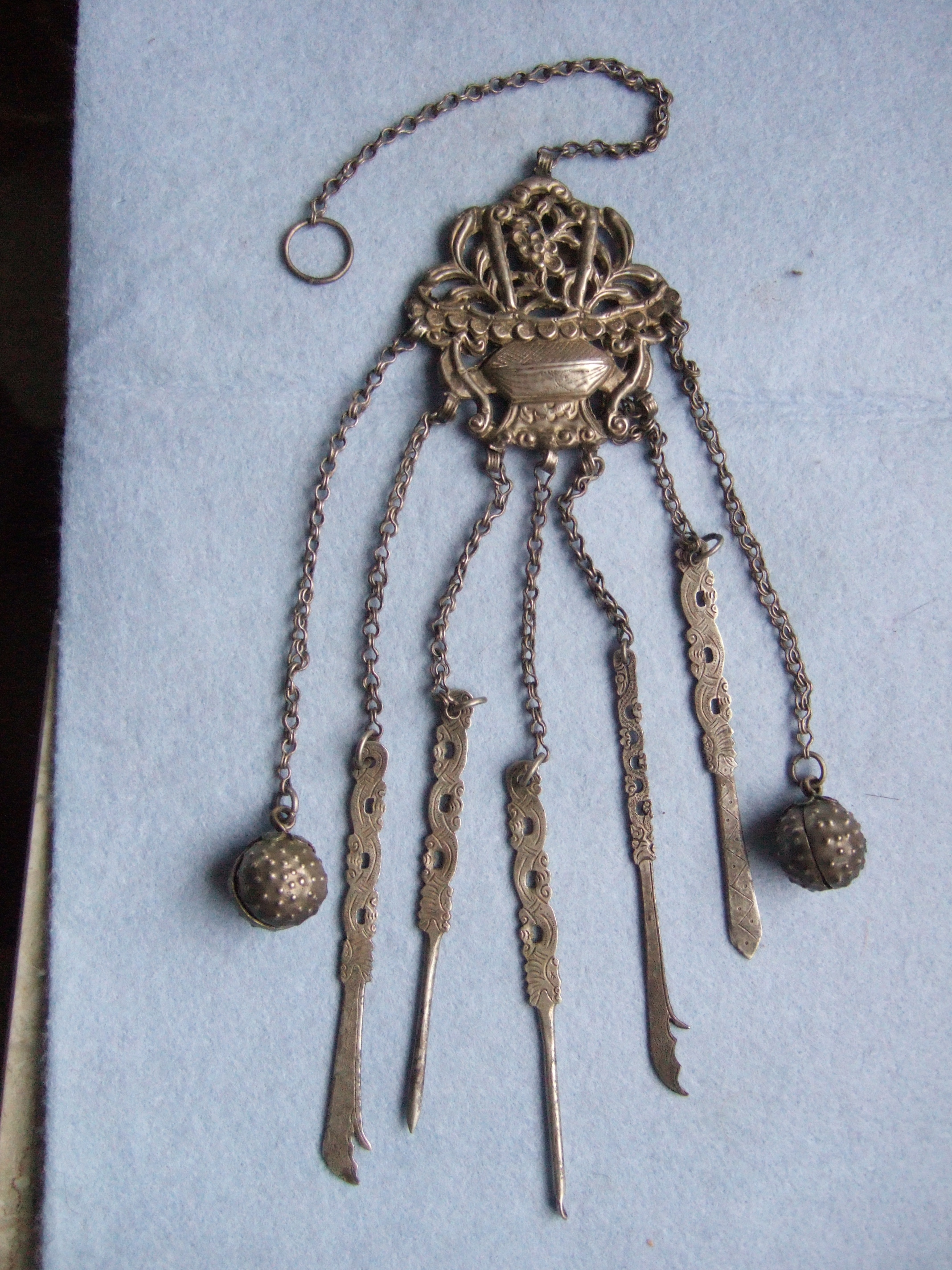
Zilveren chabchab, vroege 20e eeuw, met twee kleine klokjes

Een chabchab is een Tibetaans sieraad en in bepaalde gevallen een Tibetaans kunstwerk.
Een chabchab werd door Tibetaanse welgestelde vrouwen op de kleding vastgespeld, meestal onder de rechterschouder.
Het bestaat uit een broche gelijkend bovendeel waaraan door middel van kettinkjes verschillende benodigdheden hangen. Hieronder bevinden zich vooral kleine hulpmiddelen voor de verzorging van het lichaam, zoals een pincet, een lepeltje voor het reinigen van de oren, een tandenstoker en een klein mesje voor manicure.

## Vervaardiging en materiaal
De meeste chabchabs zijn gemaakt uit zilver; minder vaak komen chabchabs voor die gemaakt zijn van goud of onedele metalen. Het gedeelte dat weg heeft van een broche heeft aan de bovenkant een kettinkje met een oogje en werd vervaardigd met gravuren door middel van metaaldrijven, terwijl het aanhangsel voornamelijk eerst werd gegoten waarna er decoraties in werden gegraveerd.